# Distretto di Verchnij Rohačyk
Il distretto di Verchnij Rohačyk (in ucraino Верхньорогачицький район?) era un distretto (rajon) dell'Ucraina, situato nell'oblast' di Cherson. Il suo capoluogo era Verchnij Rohačyk. È stato soppresso con la riforma amministrativa del 2020.